# M88 (天体)
座標:  12h 31m 59.216s, +14° 25′ 13.48″
M88（NGC 4501）はかみのけ座にある渦巻銀河である。おとめ座銀河団に属している。

## 概要
おとめ座銀河団の中でも特に大きな視線速度を持ち、毎秒2,000kmを超える速度で天の川銀河から遠ざかっている。
口径6cmの望遠鏡ではっきりと確認できる。口径10cmの望遠鏡で、丸い形状と表面がなめらかであることが確認できる。おとめ座銀河団の中では小口径でも意外に良く確認できる天体である。口径30cmでは表面がざらざらした感じに見えてくる。

## 観測史
1781年3月18日にシャルル・メシエによって発見された。メシエはこの夜、球状星団M92と8つの銀河を発見している。
メシエは「小さな2個の星の間にある星雲。この一つは6等星。もっとも暗い星雲でM58に似ている」と記した。スミスは「長く楕円形の星雲。青白く北東から南西方向に傾く。視野で星が行列を作る。北の部分は南より明るい。渦状であると推測される」とした。ハインリヒ・ダレストは「核。すばらしい星雲の領域」と記している。フェーレンベルクはアンドロメダ大星雲のミニチュアであるとした。